# Márk
Pour les articles homonymes, voir Mark.
Márk est un prénom hongrois masculin.

## Équivalents
- Márkus, Markó, Márkó
- Voir Variantes linguistiques du prénom "Marc"
- Marcel
- Féminin : Marcia, Marcie, Marcy, Marcienne

## Fête
Les "Márk" se fêtent le 25 avril, mais aussi le 25 mai, le 18 juin, le 7 octobre ou le 5 novembre, selon les régions.